# Microrhopala erebus
Microrhopala erebus es una especie de insecto coleóptero de la familia Chrysomelidae. Fue descrita en 1841 por Edward Newman.